# Elastica
Elastica war eine Alternative-Rock-Band aus Großbritannien. Als größten Erfolg erreichte die Band mit ihrem ersten Album Elastica Platz 1 der britischen Albumcharts.

## Geschichte
Elastica wurde im Oktober 1992 von den vormaligen Suede-Mitgliedern Justine Frischmann und Justin Welch gegründet. Hinzu stießen die Bassistin Annie Holland und die Gitarristin Donna Matthews. Ihre erste Single Stutter wurde aktiv von DJs der BBC gefördert und sie erreichten einen Labeldeal bei Deceptive Records. Die Band erreicht den Höhepunkt ihrer Bekanntheit 1995 mit dem Debüt-Album, das zu diesem Zeitpunkt zum am schnellsten verkauften Erstling überhaupt in Großbritannien avancierte und bis auf Nummer eins in den Charts aufstieg. Drei der vier ausgekoppelten Singles erreichten trotz eher unkonventionellem Sound die dortigen Top 20 und machten die Band auch international bekannt, insbesondere unter Hörern von Alternative Rock.
Noch 1995 spielte die Band auf dem Glastonbury Festival und erreichte mit dem Debütalbum auch in den USA wie zuvor in Großbritannien Gold-Status. Es folgten weitere erfolgreiche Auftritte, u. a. als Teil des Lollapalooza-Festivals in den USA und beim Festival Big Day Out in Australien. 1996 begann die Band mit Aufnahmen zu einem zweiten Album. Es kam zu mehreren Umbesetzungen und Verzögerungen bei der geplanten Veröffentlichung. 1999 erschien schließlich nur eine EP mit sechs Songs, die bei den abgebrochenen Albumaufnahmen entstanden. Im selben Jahr kam es erstmals wieder zu Live-Auftritten wie beim Reading Festival und dem Festival Internacional de Benicàssim. 2000 erschien das zweite Album The Menace, auf dem Mark E. Smith von The Fall mitwirkte. Es konnte jedoch nicht mehr an den großen Erfolg des Erstlings anknüpfen und erreichte in den UK-Charts nur Platz 24. Im September 2001 gaben Elastica ihre Auflösung bekannt. Eine letzte Single mit dem Titel The Bitch Don’t Work erschien im November 2001.

## Stil
Wegen der Britpop-Welle Mitte der 1990er und der Herkunft einiger der Mitglieder wird Elastica gelegentlich in dieses Segment eingeordnet. Wegen zahlreicher anderer stilistischer Einflüsse und des unkonventionelleren Sounds der Band, als man ihn von typischen Britpop-Formationen gewohnt ist, wird Elastica jedoch häufig auch als Post-Punk oder allgemein als Alternative Rock kategorisiert.
Aufgrund von Plagiatsvorwürfen kam es zu Beginn der Karriere der Band zu Streitigkeiten mit anderen Musikgruppen wie The Stranglers und Wire. In beiden Fällen kam es zu außergerichtlichen Einigungen.

## Diskografie

### Studioalben
| Jahr | Titel      | Höchstplatzierung, Gesamtwochen, AuszeichnungChartplatzierungen (Jahr, Titel, Platzierungen, Wochen, Auszeichnungen, Anmerkungen) | Höchstplatzierung, Gesamtwochen, AuszeichnungChartplatzierungen (Jahr, Titel, Platzierungen, Wochen, Auszeichnungen, Anmerkungen) | Anmerkungen                         |
| Jahr | Titel      | UK | US | Anmerkungen                         |
| ---- | ---------- | --- | --- | ----------------------------------- |
| 1995 | Elastica   | UK1 Gold · (28 Wo.)UK | US66 Gold · (27 Wo.)US | Erstveröffentlichung: 13. März 1995 |
| 2000 | The Menace | UK24 (2 Wo.)UK | — | Erstveröffentlichung: 3. April 2000 |

### EPs / Kompilationen
- 1999: 6 Track EP
- 2001: The Radio One Sessions

### Singles
| Jahr | Titel Album                | Höchstplatzierung, Gesamtwochen, AuszeichnungChartplatzierungen (Jahr, Titel, Album, Platzierungen, Wochen, Auszeichnungen, Anmerkungen) | Höchstplatzierung, Gesamtwochen, AuszeichnungChartplatzierungen (Jahr, Titel, Album, Platzierungen, Wochen, Auszeichnungen, Anmerkungen) | Anmerkungen                                                           |
| Jahr | Titel Album                | UK | US | Anmerkungen                                                           |
| ---- | -------------------------- | --- | --- | --------------------------------------------------------------------- |
| 1993 | Stutter Elastica           | — | US67 (9 Wo.)US | Erstveröffentlichung: November 1993 Charteinstieg erst im August 1995 |
| 1994 | Line Up Elastica           | UK20 (4 Wo.)UK | — | Erstveröffentlichung: Januar 1994                                     |
| 1994 | Connection Elastica        | UK17 (5 Wo.)UK | US53 (20 Wo.)US | Erstveröffentlichung: Oktober 1994                                    |
| 1995 | Waking Up Elastica         | UK13 (5 Wo.)UK | — | Erstveröffentlichung: Februar 1995                                    |
| 2000 | Mad Dog God Dam The Menace | UK44 (2 Wo.)UK | — | Erstveröffentlichung: Juni 2000                                       |
| 2001 | The Bitch Don’t Work       | UK87 (1 Wo.)UK | — | Erstveröffentlichung: November 2001                                   |

Weitere Singles
- 1995: Car Song
- 1999: How He Wrote Elastica Man